# Chambois
Chambois är en kommun i departementet Orne i regionen Normandie i nordvästra Frankrike. Kommunen ligger i kantonen Trun som tillhör arrondissementet Argentan. År 2018 hade Chambois 387 invånare.

## Befolkningsutveckling
Antalet invånare i kommunen Chambois
| Referens: INSEE |